# Presser Gábor-diszkográfia
Az alábbi lista minden Presser Gábor-szerzemény első megjelenését tartalmazza. (De nem tartalmazza az összes olyan albumot, amin valamilyen Presser-mű szerepel.) 

Presser Gábor szerzeményeinek listája, és a dalok időrendi listája is elérhető a Wikipédián.

### Omega
- Red Star from Hungary (1968)
- Trombitás Frédi és a rettenetes emberek (1968)
- 10000 lépés (1969)
- Ballada a fegyverkovács fiáról/Snuki (1970)
- Ten Thousand Paces (kiadatlan, 1970)
- Éjszakai országút (1970)
- Kisstadion ’80 (1980)
- Omega legendás kislemezek (1992)
- Ezüst eső - Vizesblokk (1994)
- A változás szele - Szárazblokk (1994)
- Trans and Dance (1995)
- Transcendent (1996)
- K O N C E Rt (1999)

### Locomotiv GT
- Boldog vagyok / Ha volna szíved (kislemez, 1971)
- Érints meg / Kenyéren és vízen (kislemez, 1971)
- Locomotiv GT (nagylemez, 1971)
- Szeress nagyon / Csak egy szóra (kislemez, 1972)
- Serenade / Give me your love (holland kislemez, 1972)
- Ringasd el magad (nagylemez, 1972)
- Locomotiv GT (az első nagylemez argentín kiadása, 1973)
- Ringasd el magad  (a lemez csehszlovák kiadása (1973)
- Hej, gyere velem / Csavargók angyala (kislemez, 1973)
- Segíts elaludni / Mindig csak ott várok rád (kislemez, 1973)
- Eine Kuckucksarmbanduhr (NDK-kislemez, 1973)
- Hilf mir einzuschlafen / Ich wart auf dich irgendwo (NDK-kislemez, 1973)
- Bummm! (nagylemez, 1973)
- Ringasd el magad - The World Watchmaker (lengyel kislemez, 1973)
- Locomotiv GT (angol nyelvű nagylemez, UK-kiadás, 1974) aka London 1973 (2001)
- Rock Yourself / Serenade (To My Love If I Had One) (USA-kislemez, 1974)
- She's Just 14 / Free Me (USA-kislemez, 1974)
- Locomotiv GT (angol nyelvű nagylemez, USA-kiadás, 1974)
- All Aboard (We have an accent) (angol nyelvű nagylemez, kiadatlan, 1975)
- Mindig magasabbra (nagylemez, 1975)
- Locomotiv GT (az első angol nyelvű nagylemez jugoszláv kiadása, 1976)
- Mindig magasabbra (NSZK-licenckiadás, 1976)
- Locomotiv GT (angol nyelvű nagylemez, csehszlovák kiadás, 1976)
- In Warsaw (koncertlemez, 1976)
- I Love You Warsaw / Enfeleitett szó (lengyel kislemez, 1976)
- Higher And Higher / Lady Of The Night (lengyel kislemez, 1976)
- Rock Yourself / Serenada-Blues (lengyel kislemez, 1976)
- Locomotiv GT V. (dupla nagylemez, 1976)
- Zene – Mindenki másképp csinálja (nagylemez, 1977)
- Mindenki másképp csinálja (kislemez, 1978)
- Locomotiv GT (1976) aka Motor City Rock (az 1976-os angol nyelvű nagylemez csehszlovák újrakiadása, 1978)
- Aranyalbum 1971-76 (gyűjteményes dupla nagylemez, 1978)
- Mindenki (nagylemez, 1978)
- I'll Get You Star (Midem-kislemez, 1979)
- Mindenki (csehszlovák licenckiadás, 1979)
- Annyi mindent nem szerettem még / Pokolba már a szép szavakkal / Miénk ez a cirkusz / Veled, csak veled (dupla kislemez, 1979)
- Todos (spanyolországi válogatás-nagylemez, 1980)
- Tantas cosas que no queria / Una palabra olividada (spanyolországi kislemez, 1980)
- Locomotiv GT aka Budapest (angol nyelvű nagylemez, magyar kiadás 1980)
- Locomotiv GT (angol nyelvű nagylemez, NSZK-kiadás, 1980)
- Kisstadion ’80 (koncertlemez, 1980)
- Loksi (dupla nagylemez, 1980)
- Bummm! (nagylemez, újrakiadás, 1982)
- Locomotiv GT X. (nagylemez, 1982)
- Too Long / Surrender To The Heat (UK-kislemez, 1983)
- Too Long (angol nyelvű nagylemez, UK-kiadás, 1983)
- I Want To Be There / Portoriko (UK-kislemez, 1983)
- Too Long / Surrender To The Heat (UK-MAXI, 1983)
- I Want To Be There / Soul On Fire (brazíliai maxi, 1983)
- Too Long (angol nyelvű nagylemez, magyar kiadás, 1983)
- Azalbummm (koncertlemez, 1983)
- Kinn is vagyok, benn is vagyok / Már nem vigyázol ránk / Segíts nekem! (első magyar óriás kislemez, 1984)
- Ellenfél nélkül (nagylemez, 1984)
- Boxing (angol nyelvű nagylemez, kiadatlan, 1985)
- '74 USA - New Yorktól Los Angelesig (angol nyelvű nagylemez, az 1975-ös All Aboard változata, 1988)
- A Locomotiv GT összes nagylemeze (díszdobozos nagylemez-gyűjtemény, 1992)
- A Locomotiv GT összes kislemeze (gyűjteményes dupla nagylemez, 1992)
- Best of Locomotiv GT 1971-92 (kazettaválogatás, 1992)
- Búcsúkoncert (album) (dupla koncertlemez, 1992)
- 424 – Mozdonyopera (CD, 1997)
- A magyar rockzene hőskora - LGT (CD-válogatás, 2000)
- A fiúk a kocsmába mentek (CD, 2002)
- Válogattunk... az LGT legjobb számaiból / 2002 karácsonya (CD-válogatás, 2002)
- A SPAR bemutatja a közönséget! - Sziget 2007. augusztus 7. (koncertlemez, 2007)

### Szólóalbumok
- Electromantic (1982)
- Electromantic – Extra változat 1982, 1987–1989 (1993)
- Csak dalok (1994)
- Kis történetek (1996)
- Angyalok és emberek (2000)
- Dalok régről és nemrégről – Koncert 2001 (2003)
- T12enkettő (2006)
- 1 óra az 1 koncertből (2009)
- Rutinglitang (Egy zenemasiniszta); Parti Nagy Lajos verseire (2011)
- Szerenád helyett (2015)
- 13 dalunk (Falusi Mariann-nal) (2017)

### Meselemezek
- A piros esernyő (1988)
- Az eltérített Télapó (1989)
- A Mikulás csizmája (2004)
- Nyuli néni bulija (2005)

### Színházi darabok
- Képzelt riport egy amerikai popfesztiválról (1973, musical)
- Harmincéves vagyok (1975, musical)
- Jó estét nyár, jó estét szerelem (1977, musical)
- A sanda bohóc (1981, musical)
- A padlás (1988, musical)
- Szent István körút 14. (1998, musical)
- Képzelt riport 1(998) amerikai popfesztiválról - a musical bemutatójának 25. évfordulójára készített albumon fiatal énekesek és színészek éneklik a dalokat.
- Túl a Maszat-hegyen (2005, zenés kalandlemez)
- Magyar Carmen (2007, táncdráma)
- Túl a Maszat-hegyen (2010, zenés-verses minekmondják)
- Pinokkió (2023, musical)

### Válogatásalbumok
Az alábbi albumok kizárólag Presser-szerzeményeket tartalmaznak: 
- A zeneszerző – Presser Gábor (talán) legszebb dalai (1998)
- A zeneszerző 2. – Presser Gábor talán leghangosabb dalai (2001)
- A zeneszerző 3. – Szerelmes dalok (2002)
- Szerelem utolsó vérig - a film dalai és teljes zenéje (2002)
- A zeneszerző 4. – Presser Gábor legszínházibb dalai (2004)
- Dalok a színházból (2005)
- A zeneszerző 5. – A szövegíró (2007)
- Dalok a szívről (2018)

Az alábbi válogatásalbumokon szerepelnek (mások mellett) Presser-dalok is:
- Táncdalfesztivál 1968 - Kiabálj, énekelj (Omega)
- Magyar a világűrben (1980) -  Magyar a világűrben (Asztronauta együttes)
- Ripacsok (1981) - Egyedül nem megy; Tangó (Garas Dezső, Kern András)
- Tessék választani (1982) - Játssz még (Kovács Kati és Zorán)
- "Az Emberért, a holnapért" (1985) - Hé, 67 (Zorán és Kern András); Hé, papa! (Komár László és Alfonso); Egy falat kenyér (Hobo, Locomotiv GT, Póka Egon, Révész Sándor, Wahorn András); A nagy találkozás (Katona Klári, Demjén Ferenc, Presser Gábor); Neked írom a dalt (Locomotiv GT)
- Budapesti rákendroll (1985) - Hé, papa! (Komár László és Alfonso); Hosszú hajnal (Komár László); A szomorú bárzongorista dala (dalszöveg Nagy Feróval) (Nagy Feró); Itt az este (Komár és a többiek)
- Moziklip (1987) - Ne várd a hullócsillagot (Révész Sándor); Élni tudni kell (Komár László); Boldog dal (Katona Klári és Somló Tamás); Sirálysziget (Kentaur)
- Looking East - Electronic East - Synthesizer Music From Hungary (1991) - Little Tanzanian Mountain-Tram Clambering Slowly Upward (Presser Gábor)

### Mások számára készített albumok

#### Kovács Kati
Zeneszerző: Presser Gábor.
Szövegíró: Adamis Anna, kivéve: 1: Presser Gábor.
- Kovács Kati és a Locomotiv GT (1974)  Rock and roller1 · Szólj rám, ha hangosan énekelek · Sorsom · Várlak1
- Közel a Naphoz (1976) Tíz év az úton1 · Nekem biztos lesz egy fiam · Közel a Naphoz · Apák és anyák · Ismersz jól · Ha a dobos megengedné1

#### Zorán
Zeneszerző: Presser Gábor, kivéve: 1: Sztevanovity Zorán – Presser Gábor, 4: Gerendás Péter – Presser Gábor, 6: Presser Gábor – Karácsony János.
Szövegíró: Sztevanovity Dusán, kivéve: 2: instrumentális, 3: Presser Gábor, 5: Pável Daněk, fordította: Sztevanovity Dusán, 7: Boris Filan, fordította: Sztevanovity Dusán, 8: Adamis Anna.
- Zorán (1977)  Egészen egyszerű dal · Addig jó nekem · Amikor elmentél tőlem · Kiáltás · Nekem nem elég · Menj el · Apám hitte1 · Egészen egyszerű emberek · Szépek és bolondok2
- Zorán II (1978)  Üzenet · Mi kéne még? · Valahol mélyen a szívemben · Szabadon jó · Romantika · Adj valamit · Coda
- Zorán III (1979)  Az én városom · Mit nekem · Vasárnap délután · Így is jó · Nekem még nem volt gyerekévem · Egy vallomás a sok közül
- Tizenegy dal (1982)  34. dal · Az ünnep · Hadd legyen · De nincs béke… (Sed non est pax) · Coda II. · Hozzám tartozol
- Szép holnap (1987)  Ahogy volt, úgy volt · Hé, ‘67 · Gyere velem · Nem kell mindig6 · (Valaki mondja meg)a8 · Örökség7
- Az élet dolgai (1991)  A szerelemnek múlnia kell · Boldog idő · Az élet dolgai
- Majd egyszer (1995)  Már a galambok se repülnek · Hajózni kell · Vadkelet · Nem haragszom rád · Majd egyszer…
- 1997 (1997)  Jó így · Több mint félszáz év · Csak játék · Itt a vásár · Lusta dal · Szappanopera · Hová megyünk? · Ahol jó volt3 · Ő az4 · Táncolj, csak táncolj · Szállj fel újra · Miért ne játszhatnánk el jól?b
- Az ablak mellett (1999)
- Így alakult (2001)
- Közös szavakból (2006)
- Körtánc-Kóló (2011)  Ballada a mamákról · Még mindig · Mondtam neked · Ember a vízben · Törjön a csend · Szabadságdal · Kóló · Távolság
- Zorán: Aréna (2017)    Ez volt a dal · Nincsen kedvem

a: Eredetileg a Képzelt riport egy amerikai popfesztivál c. 1973-as musicalben hallható.
b: Eredetileg az 1997-es LGT (424 – Mozdonyopera) albumon volt hallható.
c: Eredetileg Presser Gábor 2006-os (T12enkettő) albumán volt hallható.

#### Katona Klári
Zeneszerző: Presser Gábor   Szövegíró: Sztevanovity Dusán, kivéve: 1: Presser Gábor, 2: Demjén Ferenc, 3: Presser – Sztevanovity Dusán.
- Titkaim (1981)  Miért nem próbálod meg velem? · Hello… · Miért fáj a szív? · Miért ne? · Titkos szobák szerelme · Szeretni úgy kell · Egyszer volt · Vigyél el
- Katona Klári IV (1984)  Fiúk a térről · Amíg várok rád · I.M.V. Viszockij · Képzeld el · Ólomkatona · Miért nem elég · Kínai baba
- Éjszakai üzenet (1986)  Nagy találkozás · Mindig, mindig · Mint a filmeken · Mama · Éjszakai üzenet · Nélküled · Elvarázsolt éj
- Mozi (1989)  Szívemet dobom eléd · Mozi · (Örökre szépek)a · (Játssz még)3b · (Én szeretlek)2c · (Ahogy mindenki)1d
- (1989, kiadatlan)  Esik a hó (Presser/Ujhelyi Ágnes)

a: Az eredeti az 1987-es A padlás című musicalben hallható.
b: Az eredeti az 1982-es Tessék választani! című műsorban hallható.
c: Az eredeti az 1985-ös Révész Sándor lemezen hallható.
d: Az eredeti az LGT 1976-os, Locomotiv GT. V című albumán hallható.

#### Zalatnay Sarolta
- (kislemez, 1971)  Miért mentél el? (Presser/Adamis Anna)
- (Álmodj velem, 1972) (Presser/Adamis Anna)  Könyörgés · Téli éjszakák · Ez minden · Mikor elalszol

#### Kentaur
Zeneszerző: Presser Gábor (P. Bogár) Szövegíró: Sztevanovity Dusán (Nati Krisztián).
- Új világ, (1988)
- Valaki eltűnt a városból (1996)

#### Komár László
- (kislemez, 1971) És · Kocsmadal az Északi hosszúság 100. fokán
- Pepita (1981)  Egy éjszaka nélküled (Presser/Komár László) · Mondd, kis kócos (Presser/Juhász Sándor, Komár László) · Oh, csak a hajnal jönne már (Presser/Juhász Sándor)
- A játékos (1982) A játékos (Presser)
- Halványkék szemek (1983)  Mint Hawaii (Presser/Sztevanovity Dusán) · Amerika legszebb asszonya (Presser/Sztevanovity Dusán)
- Budapesti rakendroll (1985)  Hé, papa (Komár László és Alfonso) (Presser/Sztevanovity Dusán) · Hosszú hajnal (Presser/Sztevanovity Dusán) · Itt az este (Finálé) (Presser/Presser)
- Te vagy a játékom (1986)  Józsefváros (Presser/Komár László) · Bimm-Bamm-Bumm (Presser/Sztevanovity Dusán) · Zöld lagúna (Presser/Sztevanovity Dusán) · Játszd el (Presser/Komár László)
- Komár László (1987) Élni tudni kell (Presser/Sztevanovity Dusán)
- Meg van írva a csillagokban (1989) Lökd meg a kecskét (Presser/Sztevanovity Dusán)

#### Oláh Ibolya
- Egy sima, egy fordított (2004)  Találjmárrám (Presser/Presser)
- Édes méreg (2005)  Ibolyavirág (Presser/Presser) · Öröm és könny (Presser/Sztevanovity Dusán)
- a Gondolj rám c. film betétdala (2015) Amióta elszakadtál (Presser/Kern-Presser)
- Voltam Ibojka (2018)

#### Rúzsa Magdolna
- Ördögi angyal (2006)  Nekem nem szabad (Presser/Novák Péter) · Még egy dal (Presser/Novák Péter)
- Tizenegy (2012)  Egyszer (Presser/Presser)
- Angyal mellettem (2015) (Presser/Presser)
- Dobj egy papírrepülőt (2016) (Presser/Novák Péter)
- Lélekcirkusz (2019)

### További előadók
- Disturbo Elettrico (1985) - Panico nella cittá (Pánik a városban) (Presser)
- Demjén Ferenc (Fújom a dalt, 1977) – Mikor elindul a vonat (Presser/Demjén Ferenc)
- Demjén Ferenc, Presser Gábor (Elveszett gyémántok, 1990) – Elveszett gyémántok (Presser/Demjén Ferenc)
- Hacki Tamás (Különkiadás, 1983) – Trinidad (Presser)
- Hobo Blues Band (Vadaskert I, 1996) - Der Medve (Presser/Földes László)
- Kovács Kati, Zorán (Tessék választani!, 1982)] – Játssz még! (Presser/Presser, Sztevanovity Dusán)
- Deák Bill Gyula (Rossz vér, 1983) – Ne szeress engem (Presser/Sztevanovity Dusán)
- Hobo, Presser Gábor, Révész Sándor, Somló Tamás (Mondd, mit ér egy falat kenyér? (Rockzenészek az éhező Afrikáért), 1985) – Egy falat kenyér (Presser/Földes László)
- Révész Sándor (Révész Sándor, 1985) – Nem tudtam, hogy így fáj (Presser/Sztevanovity Dusán) · Menekülés (Presser/Sztevanovity Dusán) · Én szeretlek (Presser/Demjén Ferenc) · Itt a válasz (Presser/Demjén Ferenc) · Sose repülj az angyalokkal (Presser/Sztevanovity Dusán)
- Révész Sándor (Moziklip, 1987) - Ne várd a hullócsillagot (Presser/Sztevanovity Dusán)
- Vikidál Gyula (I., 1985) – Csak a szívemet teszem eléd (Presser/Sztevanovity Dusán)
- Kern András (Ez van!, 1990) – Te majd kézenfogsz és hazavezetsz (Presser/Presser) ·  A szomorú bárzongorista dala (Karácsony János, Presser, Nagy Feró) · Halálos tangó (Presser/Sztevanovity Dusán) · Pesten születtem (Presser/Sztevanovity Dusán)· Zenés-táncos nőnapi ünnepség a Guvátinál nyereségrészesedéssel (Presser/Sztevanovity Dusán, Kern András) · Én nem megyek moziba többé (Presser/Sztevanovity Dusán)
- Kern András (Mi van velem?, 1999) – A füredi mólónál (Presser/Kern András) · Már nem vagyok olyan (Presser/Sztevanovity Dusán)
- Kern András (Semmi baj..., 2010) – Astoria (Presser/Kern András)
- Amadinda, Locomotiv GT, Trio Stendhal (Zörr, 1992) – Drum Street Blues (Dob utca blues) (Presser/instrumentális)
- Kulka János (Kulka János, 1994) – A jegyszedő (Presser/Sztevanovity Dusán)
- Hevesi Tamás (Ezt egy életen át kell játszani, 1994) – Ezt egy életen át kell játszani (Presser/Sztevanovity Dusán)
- Malek Andrea (Ébredés, 1996) – A nagy szerep (Presser/Sztevanovity Dusán)  · A villamos kettőt csöngetett (Presser/Sztevanovity Dusán)
- Koncz Zsuzsa, Zorán (Csodálatos világ, 1998) – Osztálykirándulás (Presser/Sztevanovity Dusán)
- Katona Klári és Somló Tamás (Moziklip, 1987) - Boldog dal (Presser/Sztevanovity Dusán)
- Kaszás Attila (Tomboló hold, 1998) – Még egy (Presser/Sztevanovity Dusán) · Szavak nélkül (Presser/Sztevanovity Dusán)
- Somló Tamás (Somló, 1992) – Kicsi angyal (Presser/Sztevanovity Dusán)
- Somló Tamás (Semmi cirqsz, 1997) – Zenebeszéd (Presser/Sztevanovity Dusán)
- Somló Tamás (Zenecsomag, 2000) – Tomi vagyok (Presser/Presser) ·  Bolond szív, bolond fej (Presser/Presser)
- Karácsony János (Az időn túl, 1986) - A semmi vonata (Karácsony János/Presser)
- Karácsony János (James, 1996) - Ringass, ringass még (Presser/Sztevanovity Dusán) · Újra és újra (Presser/Sztevanovity Dusán) · Valami történt (Presser/Sztevanovity Dusán)
- Király Linda (#1, 2003) - Szabadon élni (Presser/Sztevanovity Dusán) · Másik igazság (Presser/Sztevanovity Dusán)
- Soma Mamagésa (Teljes ebéd, 2005) - Még egy pitét (Presser/Soma)
- Presser Gábor, az UMZE Kamarazenekar és az Amadinda (2007) - Parabaletta (Presser-Holló Aurél/instrumentális)
- Joana Amendoeira (2010) - Meu amor, meu diospiro (Presser/Pedro Assis Coimbra)
- Majorosi Marianna (Szerelmesnek lenni nehéz- Asszonysorsok 2015) - Elkergetett asszony (Presser Gábor)
- Falusi Mariann - 13 dalunk (2017) - A part (Presser Gábor – Sztevanovity Dusán) · Csak az idő (Presser Gábor – Sztevanovity Dusán)
- Budapest Bár - Volume7 (2017) - Sláger  (Petri György verse, zene: Presser Gábor)
- Csík János - Úgy élni mint a fák (2019) - A rózsa (Presser - Csík János)

## További információ
Presser Gábor kantográfiája a szerző saját honlapján érhető el.